# No Mercy (поп-группа)
No Mercy — американское поп-трио, созданное Фрэнком Фарианом в 1996 году. Наиболее известно по песне «Where Do You Go».

## История
В 1995 году группа No Mercy выпустила сингл «Missing», который стал кавер-версией одноимённого хита 1994 года группы Everything But The Girl. Их дебютный альбом «My Promise» был выпущен 21 октября 1996 года и получил популярность во многих странах, включая Австралию, где он стал платиновым.
Второй альбом «More» вышел в октябре 1998 года, включая такие синглы, как «Hello How Are You» и «Tu Amor».
С 2000 года группа выпускала отдельные треки, такие как «Don’t Let Me Be Misunderstood» и «Shed My Skin».
В 2003 году участники No Mercy приняли участие в альбоме сольного исполнителя и продюсера Дэниэла Лопеса «Shine On».
В 2007 году вышел их третий альбом «Day By Day», а в 2011 году был выпущен сингл «Shed My Skin». Гитарист и ведущий вокалист группы, Марти Цинтрон, продолжает выступать в Европе под именем No Mercy.

## Дискография

### Альбомы
- My Promise (1996)[1][5]
- More (1998)[6]
- Day By Day (2007)